# 2-アントラキノンスルホン酸ナトリウム
2-アントラキノンスルホン酸ナトリウム (sodium 2-anthraquinonesulfonate, AMS) は、水溶性のアントラキノン誘導体である。

## 製紙における蒸解釜添加物
ソーダ法におけるアルカリパルプ化触媒として用いられる。その酸化還元サイクルはアントラキノンの触媒機能によく似ている。AMSはアントラキノンより先に効率的なパルプ化触媒として発見されたが、コストは高い。